# Albert Brülls
Albert Brülls (ou Bruells d'après la FIFA) est un footballeur allemand, né le 26 mars 1937 à Anrath (Rhénanie-du-Nord-Westphalie) et mort le 28 mars 2004 à Mönchengladbach ou à Neuss selon les sources[Lesquelles ?].

## Biographie
En tant que milieu de terrain, il fut international allemand à 25 reprises (1959-1966). Il participa tout d'abord aux JO 1956 avec l'équipe unifiée d'Allemagne mais elle fut éliminée au 1er tour par l'URSS.
Il inscrit dans les éliminatoires de la Coupe du monde de football pour le Chili, deux buts, les deux contre l'Irlande du Nord à l'aller et au retour. L'Allemagne participa à la Coupe du monde de football 1962. Il joue tous les matchs (Italie, Suisse, Chili et Yougoslavie) et inscrit un but à la 45e minute contre la Suisse (2-1).
Il participa à la Coupe du monde de football 1966, en Angleterre. Il joue deux matchs en tant que titulaire (Suisse et Argentine), sans marquer un but. Il fut finaliste de la Coupe du monde, battu en finale par l'Angleterre (2-4 ap).
Il joua au Borussia Mönchengladbach, Modène FC, Brescia Calcio et Young Boys Berne, remportant une Coupe d'Allemagne de football en 1960 contre Karlsruher SC (3-2). De plus, il inscrit le but qui donne la victoire à la 60e minute.
C'est le seul titre gagné par Albert Brülls.
De plus, aux Young Boys Berne, il fut entraîneur-joueur pendant deux années (1968-1970), avant d'être seulement joueur jusqu'en 1972.

## Clubs
En tant que joueur
- 1955-1962 :  Borussia Mönchengladbach
- 1962-1965 :  Modène FC
- 1965-1968 :  Brescia Calcio
- 1968-1972 :  Young Boys Berne

En tant qu'entraîneur-joueur
- 1968-1970 :  Young Boys Berne

## Palmarès
- Coupe d'Allemagne de football
  - Vainqueur en 1960
- Coupe du monde de football
  - Finaliste en 1966